# Hernandez (Wrestler)
Shawn Hernandez (* 11. Februar 1973 in Houston, Texas), besser bekannt unter seinem aktuellen Ringnamen Hernandez, ist ein US-amerikanischer Wrestler. Er tritt derzeit regelmäßig bei TNA auf. Einer seiner bisher größten Erfolge war der fünffache Erhalt der TNA World Tag Team Championship.

## Karriere

### Sportlicher Hintergrund/Anfänge
Hernandez war in seiner Jugend ein begeisterter Bodybuilder. Er trainierte in der Texas Wrestling Academy, der von Shawn Michaels gegründeten Wrestlingschule.
Im November 1996 debütierte Hernandez in der texanischen Promotion Texas All-Star Wrestling und in der Folgezeit hatte er Auftritte in verschiedenen kleineren Ligen. Zwischen 2000 und 2001 hatte Hernandez einige kleinere Verpflichtungen bei der World Wrestling Federation.

### Independent in Amerika und Japan
Ab 2001 trat Hernandez sowohl in Amerika als auch in Japan auf. Seine ersten Titel gewann er in der National Wrestling Alliance, als er die NWA National Heavyweight Championship erringen konnte. In Japan trat Hernandez unter anderem bei All Japan Pro Wrestling, wo er unter dem Ringnamen Double Iron Sheik #2 antrat. Gemeinsam mit Double Iron Sheik #1 bildeten sie das Tag Team Double Iron Sheiks.

### Ring of Honor und Verpflichtungen bei CZW und der IWA
Im Jahr 2003 trat Hernandez erstmals bei Ring of Honor an. Unter dem Ringnamen Hotstuff Hernandez bildete er zusammen mit Don Juan, Fast Eddie und Rudy Boy Gonzales (der Trainer der Texas Wrestling Academy) das Stable Texas Wrestling Academy. Im November des gleichen Jahres trat er auch bei der Promotion NWA Total Nonstop Action Wrestling an. Dort bildete er, erneut unter dem Gimmick des Hotstuff Hernandez, mit Collyer und Onyx das Stable Elite Guard.
Mit Ausnahme von RoH und TNA hatte Hernandez keine dauerhafte Ligen-Anbindung, sondern er trat weiterhin in der US-amerikanischen und japanischen Wrestlingszene an. So hatte er regelmäßig Verpflichtungen in den Promotionen Combat Zone Wrestling und der Independent Wrestling Association.

### Total Nonstop Action Wrestling/Asistencia Asesoría y Administración

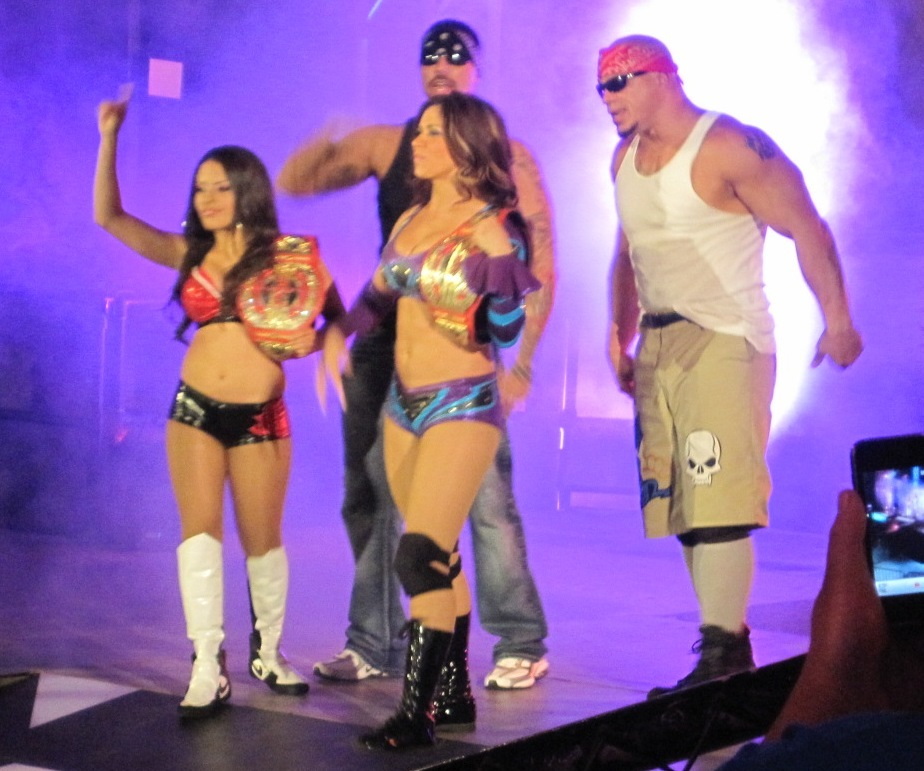
Mexican America

Im Mai 2006 kehrte Hernandez zur NWA/TNA zurück und wurde dort ein Teil des ständigen Wrestlingkaders. Dort bildete er mit Homicide das Tag Team Latin American Exchange (kurz LAX). Mit diesem gewann er am 14. August 2006 die NWA World Tag Team Championship. Diese mussten beide im September wieder an AJ Styles und Christopher Daniels abgeben. Doch bereits im Oktober des gleichen Jahres konnten Hernandez und Homicide den Titel ein zweites Mal gewinnen.
Nach der Trennung der Promotion Total Nonstop Action Wrestling von der National Wrestling Alliance konnte das Tag-Team LAX im Mai 2008 zum ersten Mal die TNA World Tag Team Championship gewinnen. Nachdem Titelgewinn begann Hernandez und Homicide eine Fehde gegen Beer Money Inc. (James Storm und Robert Roode). Am 10. August 2008 mussten sie die Titel an Beer Money Inc. abgeben. Im Frühjahr 2009 löste man das Tag Team Latin American Exchange auf und ließ ihre Mitglieder nun als Solo-Wrestler antreten.
Im September 2009 bildete Hernandez ein Tag-Team mit Matt Morgan. Mit diesem, D’Angelo Dinero und Suicide fehdete Hernandez gegen Team 3D (Brother Ray & Brother Devon), Rhino und Jesse Neal. Bei TNAW Genesis 2010 durfte Hernandez mit Matt Morgan die TNA World Tag Team Championship erringen. Bei der TNA Impact!-Ausgabe am 22. März 2010 verletzte Morgan Hernandez. So wurde Hernandez aus den Shows geschrieben und konnte Verpflichtungen der Promotion Asistencia Asesoría y Administración annehmen. Dort debütierte Hernandez im März 2010.
Neben seiner Verpflichtung in Mexiko trat Hernandez aber weiterhin für vereinzelte Matches bei TNA Wrestling auf. Dort ist er seit Februar 2011 wieder regelmäßiger in den TNA-Shows zu sehen. Von März 2011 bis Juni 2012 bildete er mit Anarquia, Rosita und Sarita die Gruppierung Mexican America. Bei den TV-Tapings zu Impact Wrestling gewann er mit Anarquia von Beer Money Inc. erneut die TNA World Tag Team Championship. Den Titel verloren sie am 15. November 2011 bei Impact Wrestling an Crimson & Matt Morgan.
Am 14. Oktober 2012 gewann Hernandez mit Chavo Guerrero zum vierten Mal die TNA World Tag Team Championship. Diese mussten sie bei den Impact Wrestling-Aufzeichnungen am 25. Januar 2013 an Austin Aries und Bobby Roode abgeben, konnten sie aber am 11. April 2013 erneut gewinnen. 2014 verließ er TNA und wrestelte in diversen Independent-Ligen wie Chikara und dem World Wrestling Council. Hernandez war außerdem von 2014 bis 2015 einer der Stars in der Fernsehsendung Lucha Underground auf dem Fernsehsender El Rey Network und trat in mehreren Main Events auf.
2015 versuchte er, zu TNA zurückzukehren, wurde jedoch damit vertragsbrüchig zu Lucha Underground. Nach einem Rechtsstreit wurde aufgezeichnetes Material um seine Storyline als Teil des Stables The Beat Down Clan aus den Sendungen entfernt. Anschließend stagnierte seine Wrestlingkarriere. Am 25. Juni 2016 war er bei einem Event von Texas All-Star Wrestling zu sehen.

## Erfolge
- European Wrestling Promotion

- 2× EWP Heavyweight Champion

- Total Nonstop Action Wrestling

- 5× TNA World Tag Team Champion 2× mit Chavo Guerrero sowie je 1× mit Matt Morgan, Homicide und Anarquia 
- 2× NWA World Tag Team Champion 2× mit Homicide

- National Wrestling Alliance

- 1× NWA National Heavyweight Champion
- 1× NWA North American Heavyweight Champion
- 3× NWA Texas Heavyweight Champion
- 1× NWA Wildside Heavyweight Champion

- Jersey All Pro Wrestling

- 1× JAPW Tag Team Champion mit Homicide

- IWA Puerto Rico

- 1× IWA Puerto Rico Tag Team Champion mit Homicide

- Federacion Internacional de Lucha Libre

- 1× FILL Heavyweight Champion